# Гусман, Гастон
Гастон Гусман (исп. Gastón Guzmán; 1932, Халапа-Энрикес — 2016, там же) — мексиканский миколог и антрополог. Описал некоторые виды галлюциногенных грибов из рода Псилоцибе.

## Биография
Родился в городе Халапа-Энрикес в Мексике. Его интерес к микологии появился в 1955 году после окончания Национального политехнического института Мексики, тогда он начал собирать свою собственную коллекцию грибов. Во время поиска экземпляров он находил такие виды, о которых было известно очень мало в то время.
В 1957, после прочтения статьи Р. Гордона Уоссона «В поисках волшебного гриба» он был приглашен в экспедицию в качестве помощника доктора Рольфа Синджера. Экспедиция занималась поиском галлюциногенных грибов. В это экспедиции Гастон познакомился с Гордоном Уоссоном.
В 1958 он издал свою первую научную работу о грибах из рода Псилоцибе и других галлюциногенных грибах. Всего он издал 350 работ о галлюциногенных грибах, описал более чем 200 таксонов грибов.
Большая часть видов грибов из рода Псилоцибе была обнаружена именно им.